# Kunwar Indrajit Singh
Kunwar Indrajit Singh (कुँवर इन्द्रजित सिँह - Kuṁvara Indrajita Siṁha; 1906 – 4 ottobre 1982) è stato un politico nepalese, Primo ministro del Nepal nel 1957.